# توني دراغو
توني دراغو (بالإنجليزية: Tony Drago)‏ هو لاعب سنوكر مالطي، ولد في 22 سبتمبر 1965 في فاليتا في مالطا.

## وصلات خارجية
- توني دراغو على موقع AZBilliards.com (الإنجليزية)
- توني دراغو على موقع CueTracker.net (الإنجليزية)
- توني دراغو على موقع بطولة العالم للسنوكر (الإنجليزية)

- الموقع الرسمي